# Morro d'Alba
Morro d'Alba este o comună din provincia Ancona, regiunea Marche, Italia, cu o populație de 1.798 locuitori (1 ianuarie 2023) și o suprafață de 19,46 km².

## Demografie
Morro d'Alba - evoluția demografică

|  | Graficele sunt indisponibile din cauza unor probleme tehnice. Mai multe informații se găsesc la Phabricator și la wiki-ul MediaWiki. |

Date: Recensăminte sau birourile de statistică - grafică realizată de Wikipedia